# St. Anton (Augsburg)
Die römisch-katholische Pfarrkirche St. Anton im Antonsviertel in Augsburg erhielt die Kirchweihe am 26. Mai 1927 durch Weihbischof Karl Reth. Die Kirche mit Zweiturmfassade, liegt direkt neben dem Wittelsbacher Park und fällt durch ihre moderne Architektur und das ungewöhnliche Baumaterial Klinker auf. St. Anton gilt als ein bedeutender Sakralbau der ersten Hälfte des 20. Jahrhunderts in Deutschland; ihr Architekt Michael Kurz erlangte für den Bau internationale Beachtung. Das im Zweiten Weltkrieg unbeschädigte Gebäude ist ein Baudenkmal.

## Entstehungsgeschichte
Der Kirchenbauverein wurde am 16. Februar 1897 gegründet. Erst 25 Jahre später, am 26. Mai 1922, nachdem das nötige Geld zusammengetragen und immer wieder neue Ideen und Pläne diskutiert worden waren, schrieb die Kirchenverwaltung Augsburg einen Architektenwettbewerb aus.

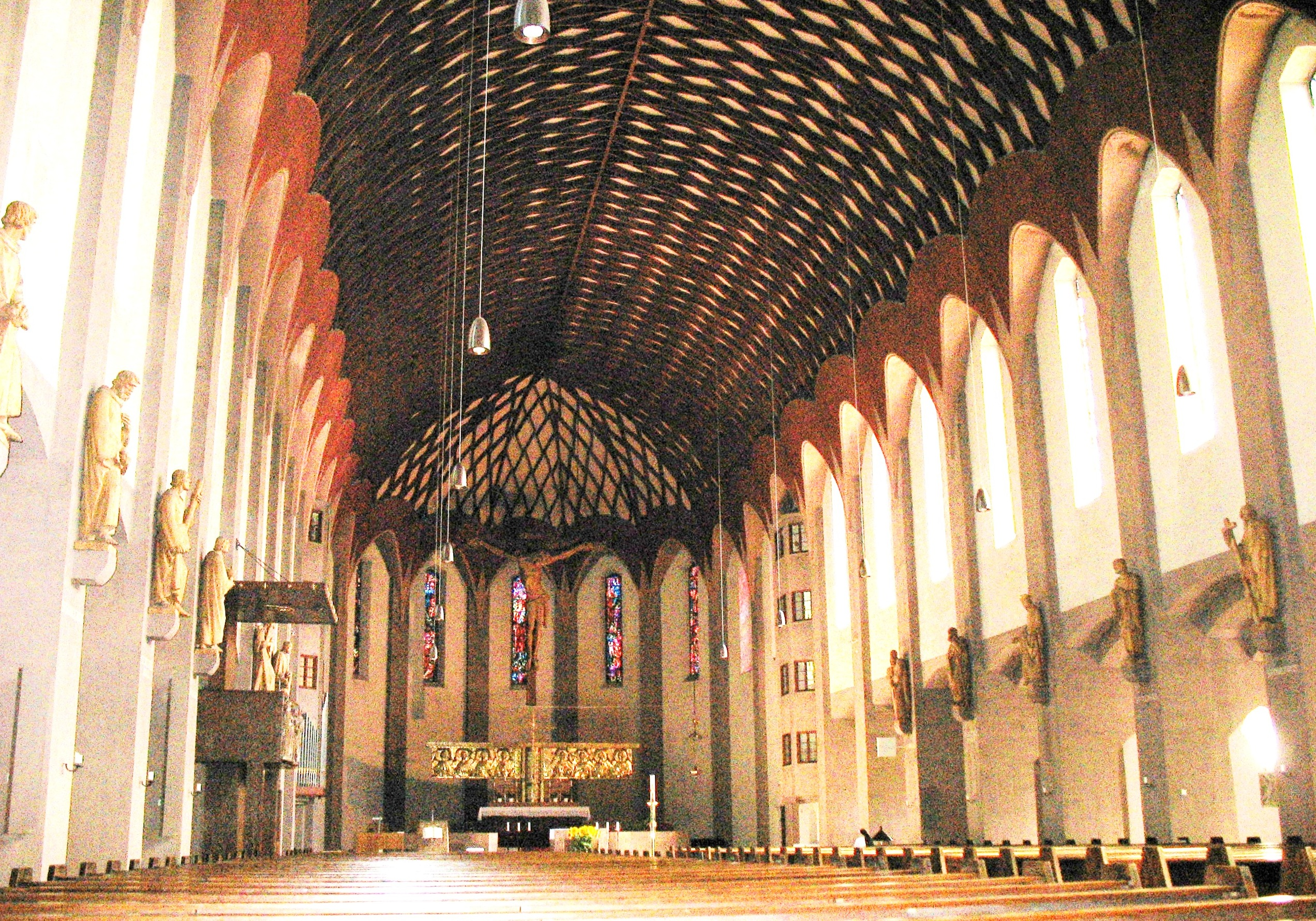
Innenansicht

Den vierten Platz errang Michael Kurz mit einem sehr modernen, expressionistischen Vorschlag. Da keiner der zehn eingereichten Wettbewerbsbeiträge zur unveränderten Übernahme geeignet schien, bekam er schließlich den Auftrag, seine Pläne weiter auszuarbeiten. Im März 1924 stellte er seinen neuen, nach der Christozentrik ausgerichteten Entwurf vor, der dann auch zur Ausführung kam. Michael Kurz war bereits anerkannter Kirchenbaumeister, er hatte von 1907 bis 1909 die Augsburger Herz-Jesu-Kirche errichtet.
Am 9. November 1924 erfolgte der erste Spatenstich zur Grundsteinlegung. Ein Jahr später stand der Rohbau, das Richtfest war am 14. November 1925.

## Ausstattung und Besonderheiten

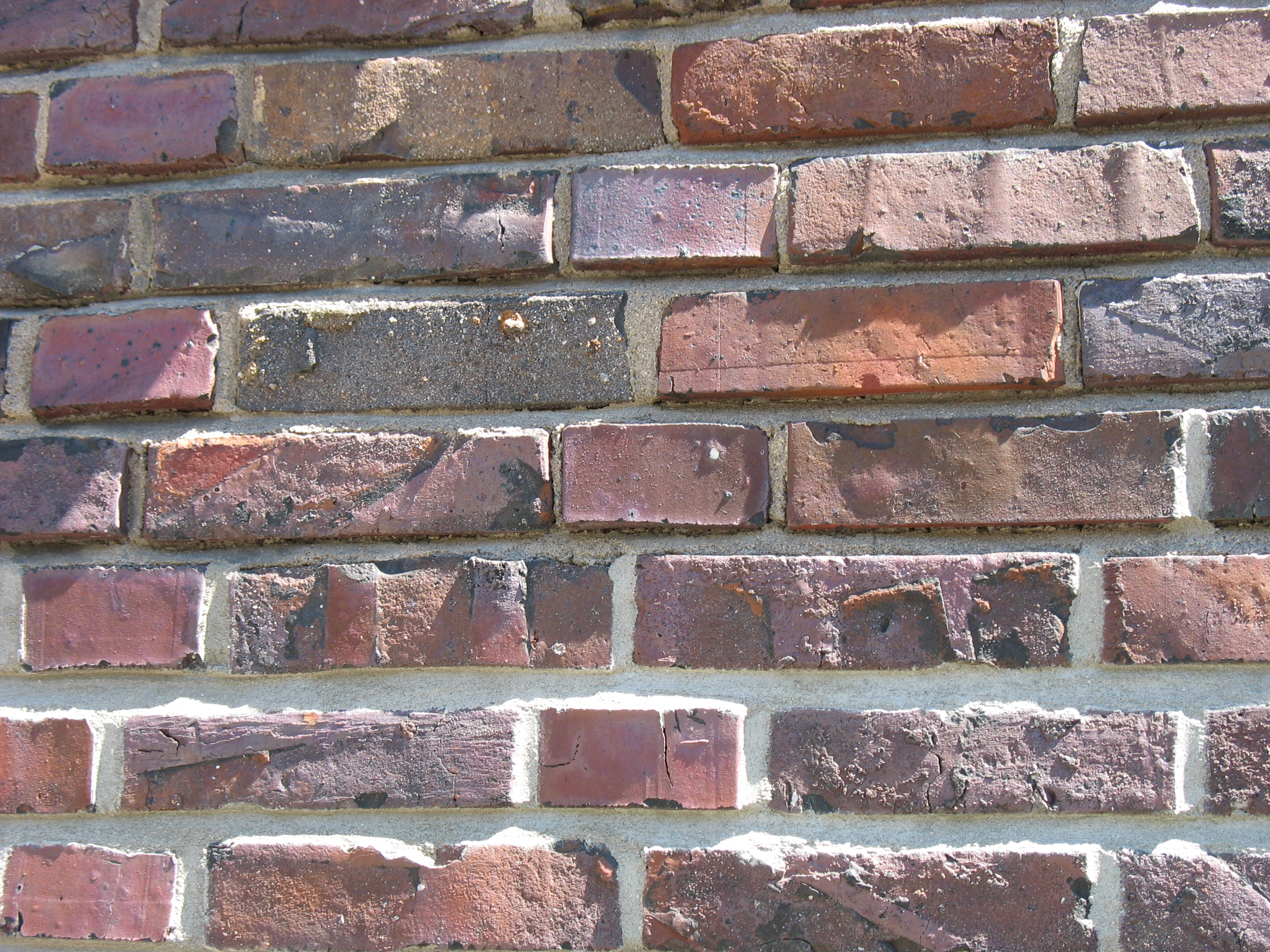
Fassade

Das große Kruzifix schuf Karl Baur im Jahr 1929. Im Jahr darauf wurden die beiden Seitenaltäre errichtet und die Glasgemälde eingesetzt. Der Theresienaltar wurde 1933 aufgebaut und 1934 die Kanzel von Karl Baur. Ebenfalls von Baur sind die Chororgel (1935) und der Antoniusaltar mit Antoniusstatue (1935) sowie die Evangelistenfiguren (1935). 1936 malte der Münchner Maler Albert Burkart die Antoniuskapelle aus. Eine der Besonderheiten der Kirche ist das äußere Erscheinungsbild. Sie erhielt eine Außenmauer aus hartgebranntem Klinker aus der Nähe von Oldenburg in Norddeutschland. Klinkersteine gelten als sehr witterungsbeständig und vielseitig einsetzbar. Das Vorbild für die Fassade von St. Anton lieferte das Chilehaus im Hamburger Kontorhausviertel, das ebenfalls aus Bockhorner Klinker gefertigt wurde. Kritiker bemängelten die Verwendung des in Bayern als „nicht bodenständig“ angesehenen Materials. Es brachte der Kirche aber große Beachtung auch über Bayern hinaus.

## Orgeln

### Hauptorgel
Die Orgel von St. Anton ist mit beachtlichen 85 Registern das größte Instrument Augsburgs. Sie wurde 1931 von Josef Zeilhuber gebaut, 1971 erweitert und 2018 gründlich saniert. Außerdem konnte im Jahr 2020 ein neuer Spieltisch von Orgelbaumeister Siegfried Schmid eingebaut werden. Von ihr aus kann auch die im Chor stehende Chororgel per Glasfaserkabel gespielt werden. Die Disposition der Hauptorgel lautet:
| I Hauptwerk C–a3 |       |
| Pommer           | 16'   |
| Principal        | 8'    |
| Großgedeckt      | 8'    |
| Gemshorn         | 8'    |
| Gamba            | 8'    |
| Oktave           | 4'    |
| Spitzflöte       | 4'    |
| Prinzipalquint   | 2 ⁄3' |
| Superoktave      | 2'    |
| Großmixtur       | 2'    |
| Hellzimbel       | 2⁄3'  |
| Cornett          | 8'    |
| Trompete         | 16'   |
| Trompete         | 8'    |
| Clairon          | 4'    |

| II Positiv C–a3 |              |
| Flötenprinzipal | 8'           |
| Wienerflöte     | 8'           |
| Unda maris      | 8'           |
| Prästant        | 4'           |
| Traversflöte    | 4'           |
| Waldflöte       | 2'           |
| Terzian         | 1 3⁄5'+1 ⁄3' |
| Scharfzimbel    | 1⁄2'         |
| Rankett         | 16'          |
| Krummhorn       | 8'           |
| Tremulant       |              |

| III Schwellwerk C–a3 |        |
| Nachthorn            | 16'    |
| Konzertflöte         | 8'     |
| Rohrgedeckt          | 8'     |
| Aeoline              | 8'     |
| Vox celestis         | 8'     |
| Weitprincipal        | 4'     |
| Kleingedeckt         | 4'     |
| Nasard               | 2 ⁄3'  |
| Schwiegel            | 2'     |
| Terz                 | 1 3⁄5' |
| Mixtur               | 2 ⁄3'  |
| Scharff              | 1'     |
| Fagott               | 16'    |
| Silbermann-Trompete  | 8'     |
| Oboe                 | 8'     |
| Schalmei             | 4'     |
| Tremulant            |        |

| IV Kronwerk C–a3       |       |
| Gedeckt                | 8'    |
| Quintade               | 8'    |
| Rohrflöte              | 4'    |
| Principal              | 2'    |
| Quinte                 | 1 ⁄3' |
| Siffflöte              | 1'    |
| Terz-Zimbel            | 2⁄3'  |
| Vox humana             | 8'    |
| Regal                  | 4'    |
| Glockenspiel (elektr.) |       |
| Tremulant              |       |

| Pedal C–f1            |         |
| Untersatz (akustisch) | 32'     |
| Principalbaß          | 16'     |
| Violonbaß             | 16'     |
| Subbaß                | 16'     |
| Nachthornbaß          | 16'     |
| Quintbaß              | 10 2⁄3' |
| Oktavbaß              | 8'      |
| Gedecktbaß            | 8'      |
| Choralbaß             | 4'      |
| Metallflöte           | 4'      |
| Nachthorn             | 2'      |
| Baßzink               | 2 ⁄3'   |
| Rauschbaß             | 2'      |
| Scharffzimbel         | 1'      |
| Contratuba            | 32'     |
| Posaune               | 16'     |
| Trompete              | 8'      |
| Tromba                | 4‘      |
| Sgd. Kornett          | 2'      |

- Koppeln: Normalkoppeln: IV/III, IV/II, IV/I, III/II, III/I, II/I, IV/P, III/P, II/P, I/P
  - Superoktavkoppeln: III/III 4', III/II 4', III/I 4', II/II 4', II/I 4', II/P 4'
  - Suboktavkoppeln: III/III 16', III/II 16', III/I 16', II/II 16', II/I 16', I/I 16'
- Spielhilfen:
  - 10.000fache Setzeranlage mit Sequenzschalter
  - Äquallage ab
  - Walze
  - Transponiereinrichtung: −6/+6 Halbtöne

### Chororgel
Darüber hinaus besitzt St. Anton eine Chororgel. Sie hat ihren eigenen Spieltisch, ist aber auch von der Hauptorgel per Glasfaserkabel  spielbar. Ihre Disposition lautet:
| I Hauptwerk C–a3 |    |
| Prinzipal        | 8' |
| Gedeckt          | 8' |
| Zartflöte        | 8‘ |
| Oktave           | 4' |
| Rohrflöte        | 4' |
| Mixtur           | 2' |

| II Oberwerk C–a3 |       |
| Geigenprinzipal  | 8'    |
| Gemshorn         | 8'    |
| Prinzipal        | 4'    |
| Nachthorn        | 4'    |
| Blockflöte       | 2'    |
| Scharff          | 1 ⁄3' |

| Pedal C–f1 |     |
| Subbaß     | 16′ |
| Zartbaß    | 16' |
| Choralbaß  | 4'  |
| Dulzian    | 8‘  |

- Koppeln: CHO II/I, CHO II/II, CHO II/III, CHO II/IV; CHO II/P, CHO I/I, CHO I/II, CHO I/III, CHO I/IV, I/P